# Jannis Spyropoulos
 Jannis Spyropoulos (griechisch Γιάννης Σπυρόπουλος, * 12. März 1912 in Pylos, Griechenland; † 18. Mai 1990 in Athen) war ein griechischer Maler. Er war ein bedeutender Vertreter der künstlerischen Avantgarde der griechischen Malerei nach dem Zweiten Weltkrieg.

## Leben
Spyropoulos wurde 1912 in Pylos, einer Hafenstadt auf der Peloponnes geboren.
Er studierte von 1933 bis 1938 an der Kunstakademie in Athen. Im Jahr 1938 erhielt Spyropoulos ein Stipendium und setzte sein Studium an der École nationale supérieure des beaux-arts de Paris bis 1940 fort. Nach seiner Rückkehr nach Griechenland ließ er sich in Athen nieder. 1946 nahm er an einer internationalen Ausstellung in Kairo teil. Seine erste Einzelausstellung fand 1950 in Athen in der Parnassos-Galerie statt.
1948 und erneut 1952–57 war er in der allgemeinen Ausstellung zeitgenössischer griechischer Kunst in Athen vertreten, in der Folge konnte er bis 1960 in verschiedenen Ausstellungen in der ganzen Welt seine Werke zeigen. 1957 nahm er auf der Biennale von São Paulo teil, zwischen 1959 und 1964 folgten Einzelausstellungen in New York, London, Mailand, Ostende, München, Mainz, Toronto und Lünen. 1958 war er der griechische Anwärter für den S.-R.-Guggenheim-Preis.
1960 vertrat er Griechenland auf der XXX. Biennale von Venedig und erhielt dort auch den Preis der UNESCO. In der Folge war er 1961 auf einer Wanderausstellung durch die USA vertreten, die Werke der Preisträger der Biennale zeigte. Weitere Ausstellungen in Wolframs-Eschenbach, auf Sardinien, Ljubljana, Cincinnati, Jerusalem und die Wanderausstellung des Marzotto-Preises folgten von 1960 bis 1963. Er war mit drei Ölbildern als Teilnehmer der documenta III 1964 in Kassel in der Abteilung „Aspekte 1964“ vertreten.
Im Jahr 1976 richtete Jannis Spyropoulos sein Haus und Atelier in Ekali ein. Dieses Haus ist heute Sitz der Spyropoulos-Stiftung und des Jannis-Spyropoulos-Museum. Eine große Retrospektive seiner Kunst wurde im Jahr 1994 in vielen griechischen Städten gezeigt. Seine Bilder sind auch Teil der Sammlung der Nationalgalerie in Athen, sowie vieler privater und öffentlicher Sammlungen Europas und den USA.

## Werk
Ab etwa 1950 begann er mit der Abstrakten Malerei, inspiriert durch die aktuelle französische Kunstszene, insbesondere durch das Werk von Paul Cézanne. Die Besonderheit seiner Malkunst lag in der architektonischen Komposition der Bilder auf der einen Seite, und einer eruptiv-spontanen, aggressiven Pinselführung auf der anderen Seite. Er benutzte den Pinsel von allen Seiten und ritzte mit dem Pinselstiel Linien in die Farbschichten seiner meist großformatigen Leinwandbilder. Er schuf ebenfalls zahlreiche Collagen in den 1960er Jahren. Sein künstlerischer Beitrag zur Abstraktion gehört zu den wichtigsten Kapiteln in der Geschichte der zeitgenössischen griechischen Kunst.

## Ausstellungen
- 1959 World House Galleries, New York City
- 1962 Neue Galerie im Künstlerhaus, München
- 28. Mai – 21. Juni 1964, Fränkische Galerie am Marientor Nürnberg (Doppelausstellung mit Christos Kapralos)[1]
- 25. September – 24. Oktober 1964, Frankfurter Kunstkabinett Hanna Bekker vom Rath (Frankfurt am Main), (zeitgleich: Bildhauerin Louise Stomps)
- 1969 National Collection of Fine Arts in der Smithsonian Institution, Washington, D.C.